# Championnat de France des rallyes 2014
Navigation
2013 2015
La saison 2014 perd la manche du Rallye des Vins-Mâcon, non remplacée mais restant épreuve suppléante.

## Rallyes de la saison 2014
| Manche | Date                    | rallye                    | Vainqueur         | Copilote               | Voiture         |
| ------ | ----------------------- | ------------------------- | ----------------- | ---------------------- | --------------- |
| 1      | 13 mars-15 mars         | Rallye du Touquet         | Julien Maurin     | Nicolas Klinger        | Ford Fiesta WRC |
| 2      | 17 avril-19 avril       | Rallye Lyon-Charbonnières | David Salanon     | Romain Roche           | Ford Fiesta WRC |
| 3      | 8 mai-10 mai            | Rallye du Limousin        | Julien Maurin     | Nicolas Klinger        | Ford Fiesta WRC |
| 4      | 30 mai-31 mai           | Rallye d'Antibes          | Bryan Bouffier    | Xavier Panseri         | Hyundai i20 WRC |
| 5      | 11 juillet-13 juillet   | Rallye du Rouergue        | Olivier Marty     | Thierry Salva          | Ford Focus WRC  |
| 6      | 4 septembre-6 septembre | Rallye du Mont-Blanc      | Julien Maurin     | Nicolas Klinger        | Ford Fiesta WRC |
| 7      | 24 octobre-26 octobre   | Critérium des Cévennes    | Stéphane Sarrazin | Jacques-Julien Renucci | Ford Fiesta WRC |
| 8      | 28 novembre-30 novembre | Rallye du Var             | Sébastien Loeb    | Séverine Loeb          | Citroën DS3 WRC |

## Champions
| ASPHALTE - Absolu: - Julien Maurin - 2e Pierre Roche - 3e Gilles Nantet Copilotes: - Nicolas Klinger Équipes: - Team 2B Yacco Féminines: - Charlotte Berton Amateurs (Trophée Michelin): - Gilles Nantet Juniors: - Yohan Rossel | Opel ADAM Cup - Jean-René Perry 208 Rally Cup (Volant Peugeot) - Charles Martin Citroën Racing Trophy - Cédric Robert Citroën Racing Trophy Junior - Yohan Rossel Trophée Twingo R1 - Aurélien Lafont Trophée Twingo R2 - William Pitot | TERRE - Absolu: - Jean-Marie Cuoq Copilotes: - Jérôme Degout Deux roues motrices: - Frédéric Hauswald | TOUT-TERRAIN - Absolu: - Emmanuel Castan Copilotes (Trophée) - Gautier Lalanne Deux roues motrices: (Challenge) - Jérôme Hélin 4x4 (Trophée) - Fabien Darracq |  |